# Col de la Croix Morand
Der Col de la Croix Morand oder Col de Dyane ist ein 1401 Meter hoher französischer Gebirgspass im Zentralmassiv. Er befindet sich in der Region Auvergne-Rhône-Alpes im Département Puy-de-Dôme und verbindet über die D996 die Gemeinden Mont-Dore im Westen mit Chambon-sur-Lac im Osten.

## Lage und Auffahrten
Der Pass liegt auf einer Höhe von 1401 m. Er wird umrahmt vom Puy de la Tache im Südwesten (1630 m) und dem Puy de la Croix Morand im Nordosten (1520 m). Der Pass markiert die Wasserscheide zwischen dem Atlantik und dem Mittelmeer. Auf der Passhöhe gibt es fast keinen höheren Bewuchs, auch deshalb kann es oft recht windig sein. Von 1963 bis 1990 gab es einen Sessellift, der von der Passhöhe zum Col de la Tache führte. Er wurde von Wanderern und Skifahrern genutzt.
Die Westauffahrt von Mont-Dore ist 6,8 Kilometer lang und weist eine durchschnittliche Steigung von 5,2 % auf. Der Großteil des Anstiegs befindet sich in bewaldetem Gebiet, das sich erst auf dem letzten Kilometer lichtet. Nach 3,5 Kilometern erreicht man eine Kreuzung mit der D983, die auf den Col de Guéry führt.
Die Ostauffahrt von Chambon-sur-Lac ist 8,8 Kilometer lang und weist eine durchschnittliche Steigung von 5,9 % auf. Die ersten Kilometer fuhren bei rund 6 % durch ein dichtes Waldstück, ehe man die Kreuzung mit der D636 erreicht, die auf den Col de la Croix Saint-Robert führt. Die D996 hingegen flacht etwas ab, bevor auf den letzten zwei Kilometern Steigungen von 7 % erreicht werden.

## Radsport
Bis ins Jahr 1950 wurde die Tour de France als große Schleife im oder gegen den Uhrzeigersinn absolviert. Dies führte dazu, dass das Zentralmassiv im Landesinneren in den ersten 37. Austragungen nicht befahren wurde. Im Jahr 1951 diente erstmals Clermont-Ferrand als Start- und Zielort, womit die Strecke durch die Monts Dômes und Monts Dore führte. Zum Auftakt der 10. Etappe fand die Erstbefahrung des Col de la Croix Morand über die Ostauffahrt statt, wobei auf der Passhöhe unter dem Namen Col de Dyane eine Bergwertung der 2. Kategorie abgenommen wurde. Der Spanier Bernardo Ruiz nutzte den Anstieg, um sich vom Hauptfeld abzusetzen und gewann neben der Bergwertung auch die Etappe.
Nur ein Jahr später führte die Frankreich-Rundfahrt auf der 21. Etappe erneut über den Col de Dyane, wobei erstmals die Westauffahrt von Mont-Dore genutzt wurde. Der Italiener Gino Bartali führte das Hauptfeld über die Passhöhe, wo eine Bergwertung der 3. Kategorie abgenommen wurde, ehe er als Solist die erste Bergankunft auf dem Puy de Dôme gewann. Die dritte Überquerung erfolgte im Jahr 1959, wobei die Westauffahrt als Schlussanstieg absolviert wurde, ehe die letzten 50 Kilometer großteils flach nach Clermont-Ferrand führten.
Nach mehr als 30 Austragungen kehrte der Col de Dyane im Jahr 1992 unter dem Namen Col de la Croix Morand ins Programm der Tour de France zurück. Er wurde im Finale der 16. Etappe von der Ostauffahrt überquert, ehe es zur Zielankunft in La Bourboule ging. Stephen Roche nutzte damals den Col de la Croix Morand um sich von den restlichen Fahrern abzusetzen und gewann die Etappe als Solist mit einem Vorsprung von 46 Sekunden. Dahinter verteidigte Miguel Indurain das Gelbe Trikot und gewann wenige Tage später seine zweite Tour de France. Im Jahr 1996 löste sich in der frühen Rennphase eine starke Ausreißergruppe in der Westauffahrt des Col de la Croix Morand, in der auch der Gesamtführende Bjarne Riis vertreten war. Die 13 Fahrer umfassende Spitzengruppe wurde erst nach 60 Kilometern von der Banesto-Mannschaft um Miguel Indurain gestellt, der die fünf vorangegangenen Austragungen der Frankreich-Rundfahrt gewonnen hatte. Mit dem Franzosen Richard Virenque führte damals ein bekannter Fahrer über die Passhöhe.
Die bislang letzte Überquerung des Col de la Croix Morand erfolgte im Jahr 2008 im Rahmen der 6. Etappe. Der Franzose Sylvain Chavanel sicherte sich die Bergwertung, wobei nun auch die Westauffahrt als Anstieg der 2. Kategorie klassifiziert wurde.
Im Jahr 2025 führte die Tour de France im Rahmen der 10. Etappe zum siebten Mal über den Col de la Croix Morand. Er stellte jedoch nur eine kurze Gegensteigung im Anschluss an den Col de Guéry dar und wurde daher nur mit einer Bergwertung der 3. Kategorie versehen. Nach dem Col de la Croix Morand führte die Strecke über den Col de la Croix Saint-Robert, ehe die Etappe bei der Skistation von Mont-Dore zu Ende ging.
| Jahr | Etappe     | Bergwertung  | Fahrer           | Auffahrt |
| ---- | ---------- | ------------ | ---------------- | -------- |
| 1951 | 10. Etappe | 2. Kategorie | Bernardo Ruiz    | Ost      |
| 1952 | 21. Etappe | 3. Kategorie | Gino Bartali     | West     |
| 1959 | 10. Etappe | 3. Kategorie | André Le Dissez  | West     |
| 1992 | 16. Etappe | 2. Kategorie | Stephen Roche    | Ost      |
| 1996 | 14. Etappe | 2. Kategorie | Richard Virenque | Ost      |
| 2008 | 06. Etappe | 2. Kategorie | Sylvain Chavanel | West     |
| 2025 | 10. Etappe | 3. Kategorie | Ben Healy        | West     |

## Galerie

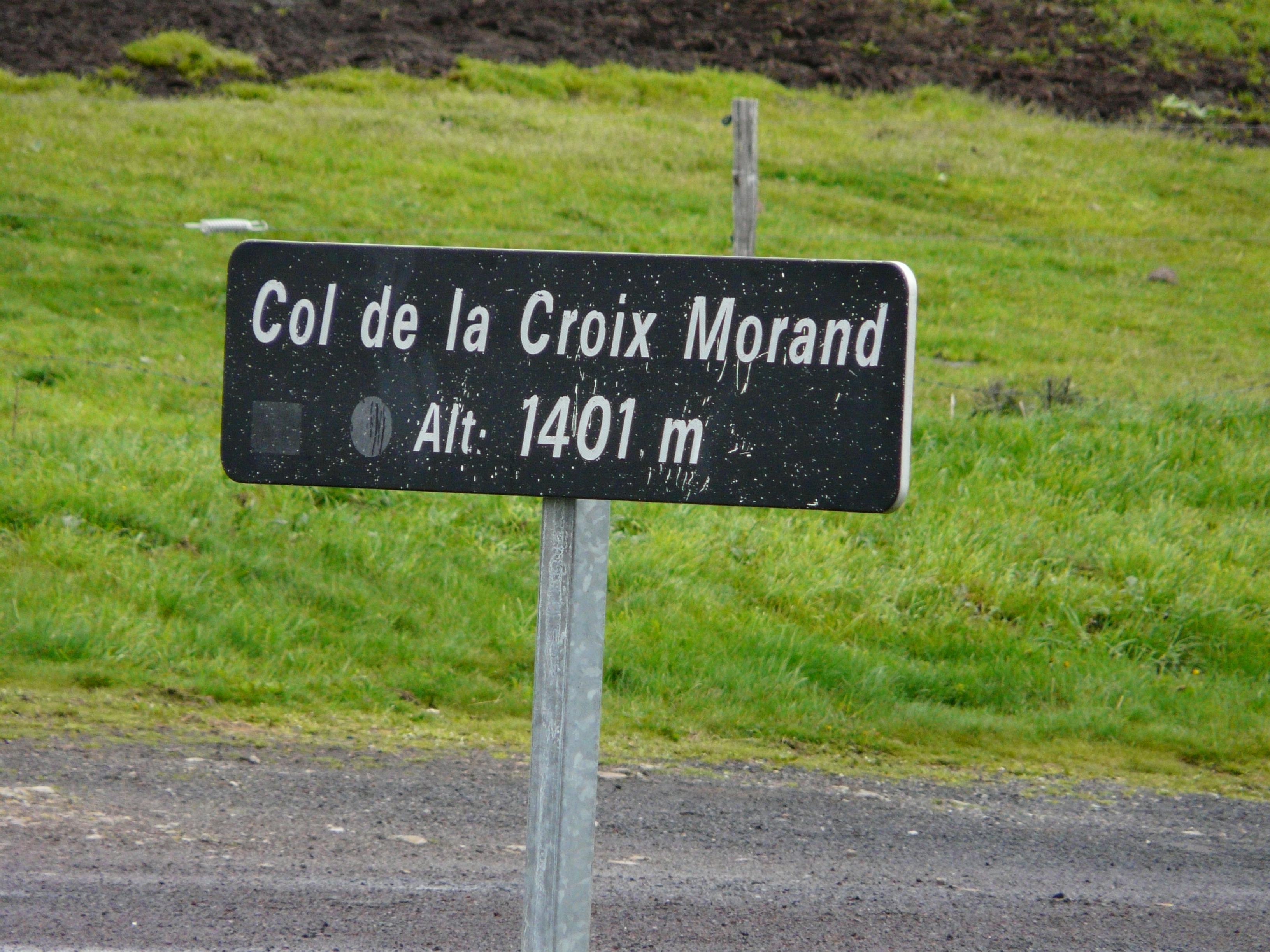
Schild auf der Passhöhe
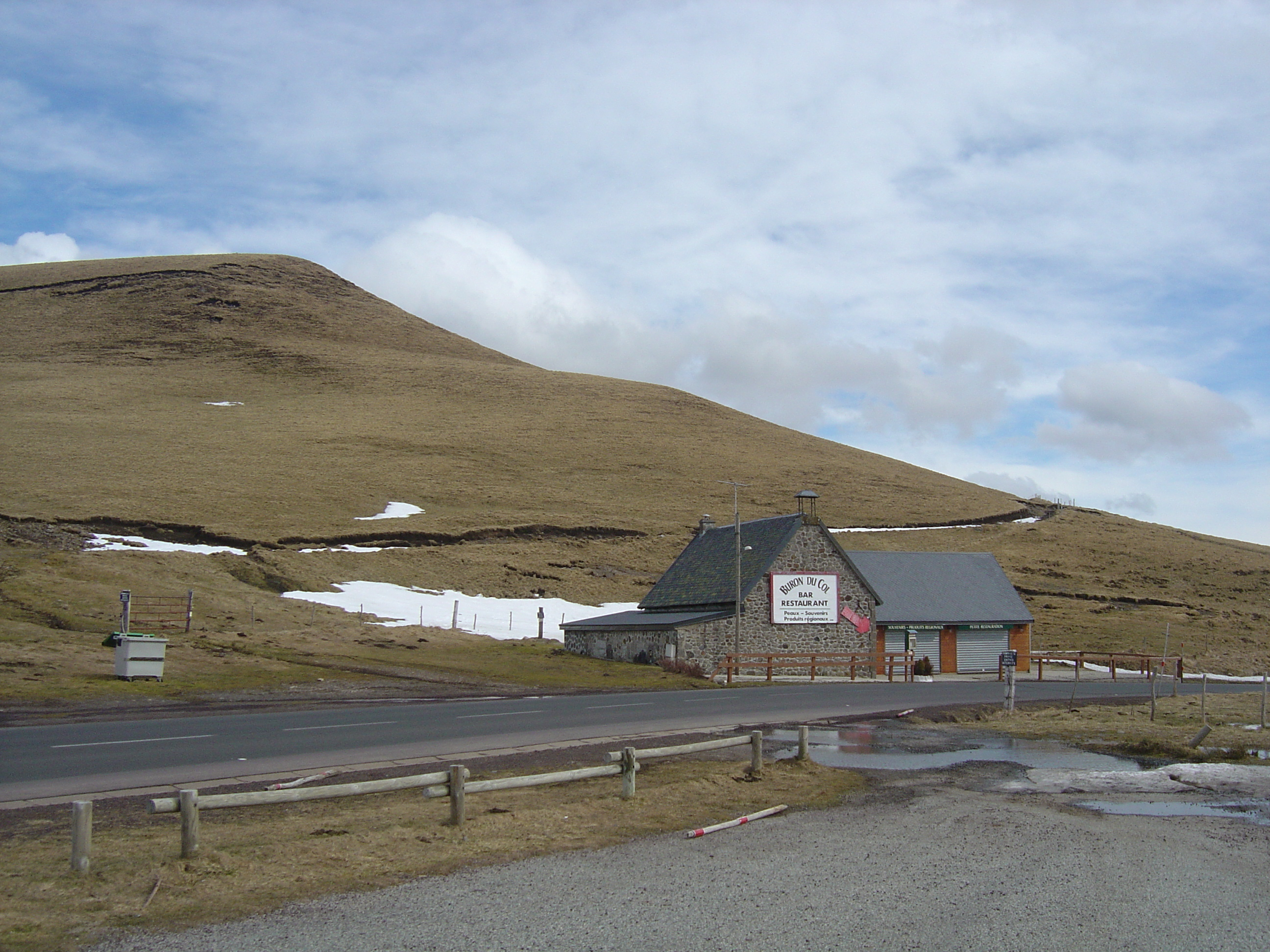
Rasthaus am Col de la Croix Morand
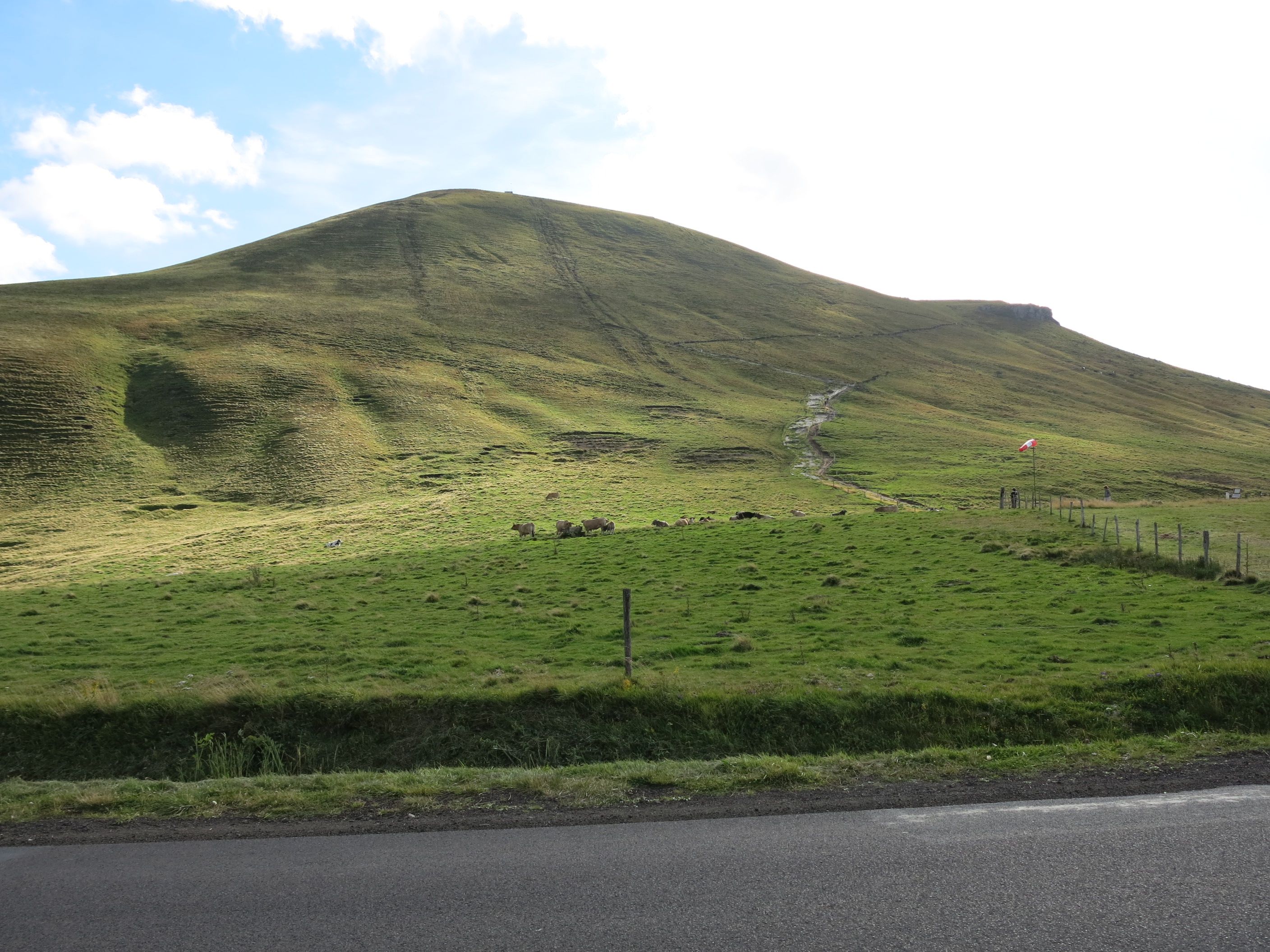
Le Puy de la Tache